# La Selleta (Alcanar)

La Selleta es una urbanización alemana enclavada en la ladera este de la Sierra del Montsià, dentro de los términos municipales de Alcanar y Ulldecona. Se caracteriza por las casas blancas de arquitectura mediterránea bien visibles desde toda la llanura marítima de Alcanar.
| Com. aut. | Cataluña |           |                  |         |
| Municipio | Alcanar  | Ulldecona | Población (2010) | 88 hab. |

## Orígenes
La Selleta fue fundada en 1973 por un grupo de jóvenes profesionales y artistas alemanes. El 11 de agosto de ese año se redactaban sus estatutos. El proyecto se limitó a 32 parcelas, y se completaron en 1985. Fue concebida como una comunidad internacional de gente con un pensamiento similar: al margen de la normalidad burguesa alemana, e inspirándose con el movimiento de mayo del 68.
En cuanto a las edificaciones cada socio construye la casa según sus necesidades, eso sí, siguiendo unas normas arquitectónicas impuestas por la comunidad. Según los estatutos esta es una comunidad sin fines económicos o comerciales, nadie puede especular comprando, vendiendo o alquilando terrenos o casas a cualquiera. Es la asamblea quien acaba decidiendo el precio del alquiler o traspaso.
Actualmente La Selleta tiene una presencia de habitantes fijos de unas pocas decenas de personas, la gran mayoría, alrededor de un centenar, pasan sólo parte de sus vacaciones. Además la gente que suele viajar para pasar unos días no suele ser la misma, familiares y amigos de los socios disfrutan de La Selleta eventualmente.